# Katarzynin
Katarzynin – wieś w Polsce położona w województwie wielkopolskim, w powiecie kościańskim, w gminie Kościan.
W okresie Wielkiego Księstwa Poznańskiego (1815-1848) miejscowość wzmiankowana jako Katarzynowo należała do wsi mniejszych w ówczesnym pruskim powiecie Kosten rejencji poznańskiej. Katarzynowo należało do okręgu krzywińskiego tego powiatu i stanowiło część majątku Chorynia (dziś Choryń), którego właścicielem był wówczas (1846) Taczanowski. Według spisu urzędowego z 1837 roku Katarzynowo liczyło 82 mieszkańców, którzy zamieszkiwali 13 dymów (domostw).
W pobliżu miejscowości powstaje hotel "Cztery Wieże", o architekturze zbliżonej do wyglądu dawnych pałaców.
W latach 1975–1998 miejscowość administracyjnie należała do województwa leszczyńskiego.